# Agrotis infusa
Agrotis infusa (лат.) — вид бабочек из семейства совок, известный своими сезонными миграциями на большие расстояния два раза в год к Австралийским Альпам и обратно. Осенью и зимой они встречается в южной части Квинсленда, западной части Нового Южного Уэльса, западной Виктории, а также в Южной и Западной Австралиях. В этот период бабочки размножаются и отрождаются гусеницы, которые в период своего роста поедают зимние кормовые растения. Весной бабочки мигрируют на юг или восток и обитают в горах, таких как Богонг, где летом они проводят стадный отдых, пока осенью снова не вернутся к местам размножения.
Это символ австралийской дикой природы из-за его исторической роли важного источника пищи и потому, что аборигены приходили туда, где бабочки проводят лето, чтобы полакомиться ими и провести межплеменные собрания. В последние годы вид вторгся в крупные города, такие как Канберра, Мельбурн и Сидней, из-за сильных ветров во время весенней миграции.
Начиная примерно с 1980 года и быстро увеличиваясь после 2016 года, популяция A. infusa резко сократилась в результате всё более сильных засух, а также повышения температуры в пещерах, используемых бабочками для отдыха, что в первую очередь является результатом антропогенного изменения климата. В декабре 2021 года вид был внесён в Красный список МСОП как вид, находящийся под угрозой исчезновения.

## Таксономия и этимология
A. infusa был впервые описан в 1832 году французским лепидоптерологом Жаном Батистом Буадювалем под названием Noctua infusa по типовому экземпляру из Австралии. Он описал бабочку с черновато-коричневыми задними крыльями. Однако в 1903 году британский энтомолог Джордж Хэмпсон классифицировал под этим названием экземпляр с белыми задними крыльями, наряду с другим экземпляром Agrotis spina с черновато-коричневыми задними крыльями. В 1920 году австралийский энтомолог-любитель Альфред Джефферис Тёрнер определил A. spina как синоним A. infusa. В 1954 году австралийский энтомолог IFB Common обнаружил экземпляры с обеими цветовыми формами задних крыльев. Образцы с белыми задними крыльями находились только в определённые месяцы в световых ловушках с ртутными газоразрядными лампами недалеко от Канберры, и он отнёс белые образцы задних крыльев к сезонной форме.
Английское название, «bogong», происходит от слова bugung на дудхуроа, что означает «коричневая моль». Присутствие A. infusa способствовало названию многочисленных мест и достопримечательностей. Например, город Богонг в австралийском штате Виктория был назван в честь именно этого вида. Гора Богонг, расположенная к югу от Высоких равнин Богонг, также названа в честь вида, а её традиционное название Варквулоулер обозначает гору, где аборигены собирали «муху бугонг». В Новом Южном Уэльсе, в национальном парке Косцюшко есть серия гор под названием «Bogong».

## Описание

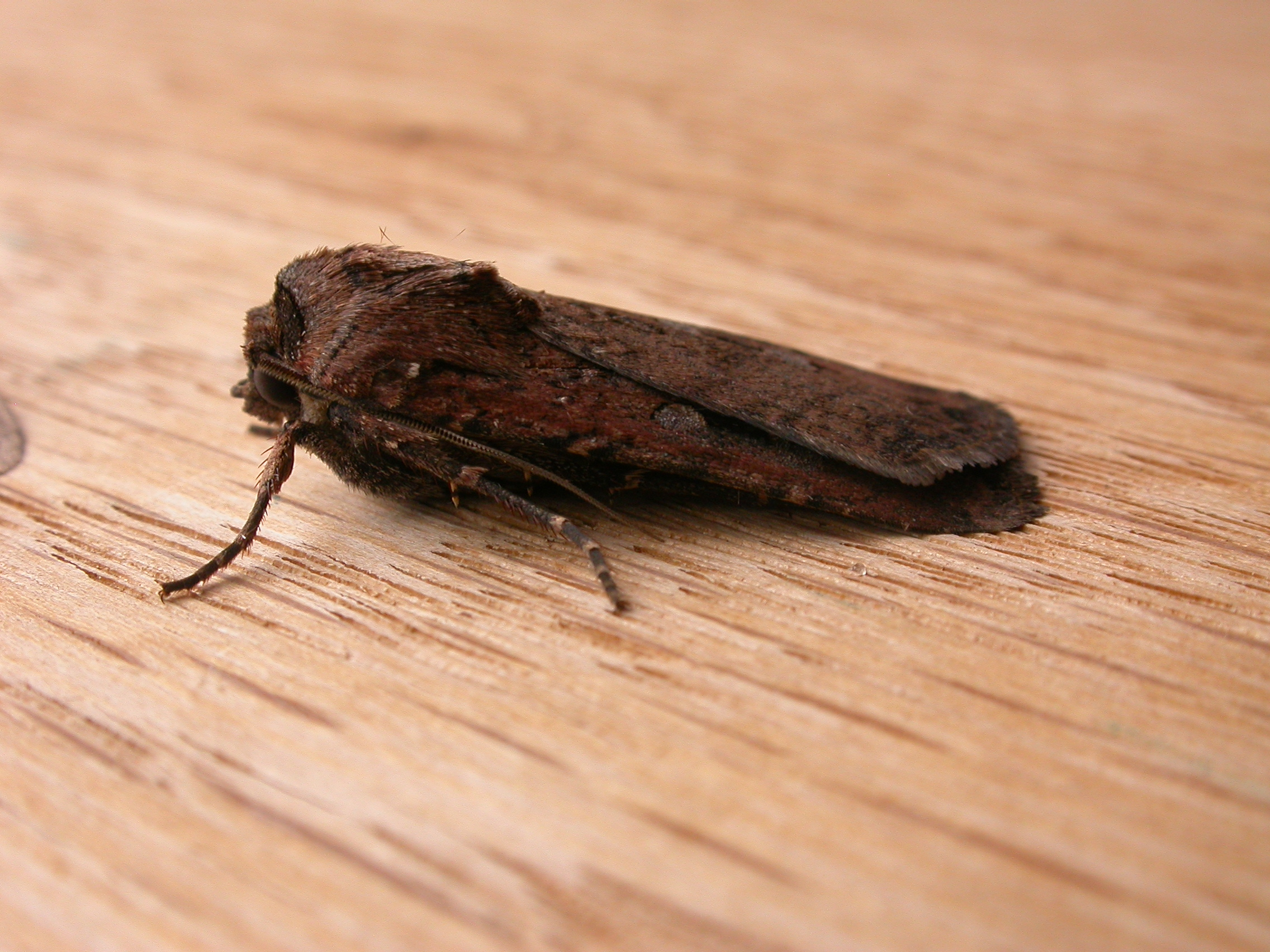
Вид сбоку

Взрослые бабочки A. infusa — имеют в целом тёмно-коричневую окраску с тёмной полосой, прерываемой двумя светлыми пятнами на крыльях, что отличает их от других родственных молей. Существуют визуальные различия между мигрирующей и немигрирующей формами бабочек; у перелётных бабочек коричневые задние крылья, а у неперелётных бабочек задние крылья более светлые. A. infusa имеет размах крыльев от 40 до 50 мм и длину тела около 25-35 мм. Средний вес взрослой особи A. infusa составляет 0,326 грамма. Усики состоят из трёх сегментов. Ноги из состоят из пяти сегментов. Глаза волосистые. Торакс чешуйчатый; состоит из трёх сегментов, первый самый маленький. Брюшко широко покрыто чешуйками и волосками. Брюшко имеет от 7 до 11 сегментов.
Яйца A. infusa имеют куполообразную форму с вертикальными полосами. Они имеют диаметр 0,7 мм и высоту 0,4 мм. Яйца кремово-белые.
Гусеницы изначально имеют бледную окраску, но по мере роста и потребления пищи они становятся зелёными с бледными и тёмными полосами и пятнами. Гусеницы достигают максимальной длины 50 мм. Старшие возраста имеют идущие вдоль тела светлые полосы между сегментами. У них есть угольно-чёрный головной щиток, а также почковидный переднегрудной щиток и анальная пластинка. По бокам разбросаны мелкие чёрные точки, отмечающие положение первичных щетинок. По мере роста гусеницы последних возрастов становятся темнее, пока не становятся серо-коричневыми с более светлой брюшной поверхностью. Некоторые становятся почти чёрными, а некоторые бледно-коричневыми с оранжевым оттенком, даже если обладатели и той и той расцветок из одной кладки яиц.

## Ареал
Популяции A. infusa в основном расположены на юге Австралии, к западу от Большого Водораздельного хребта. В регионах есть популяции немигрирующих и мигрирующих бабочек этого вида, отличающиеся своим сезонным присутствием в каждом регионе. Взрослая A. infusa откладывает яйца в Новом Южном Уэльсе, южном Квинсленде и северных частях Виктории, где вылупляются гусеницы и растут до взрослой жизни. В течение весеннего сезона и последующего летнего отдыха A. infusa мигрируют на юг или восток в сторону Австралийских Альп, и их можно найти на территории столицы Австралии и в горах Богонг. Однако A. infusa также можно найти в таких местах, как Тасмания и Новая Зеландия, из-за сильных ветров, сбивающих их с пути.

### Места откладки яиц
Яйца и гусеницы A. infusa в основном встречаются в самомульчирующих почвах (почва, которая смешивается сама с собой) и на пастбищах, где в осенний и зимний периоды в изобилии находятся как дикие, так и сельскохозяйственные источники пищи для гусениц. Обильное присутствие гусениц на этих пастбищах может привести к значительному повреждению урожая. В весенне-летний период, когда эти пастбища заполняют травы, условия для выживания гусениц неблагоприятны, так как гусеницы не поедают эти растения. Это приводит к задержке размножения, поскольку A. infusa мультивольтинны и поэтому могут создать несколько поколений за один период. Вместо этого взрослые A. infusa летом мигрируют в южном направлении и находятся в состоянии покоя (бездействуют), пока условия снова не станут благоприятными.

### Места отдыха
Во время весенней миграции взрослых A. infusa можно найти в идеальных местах для отдыха, которые обычно состоят из прохладных тёмных пещер и расщелин, но могут включать места под скалистыми вершинами холмов и даже стволы упавших деревьев. Стабильные температуры и влажность делают эти места идеальными для лета A. infusa. Расщелины регулируют окружающую среду потоком ветра, а пещеры обычно имеют более постоянную температуру и большую влажность. Это снижает обезвоживание у A. infusa во время их бездействия. Хотя временные участки A. infusa может использовать на более низких высотах, эти участки подвержены массовым колебаниям популяций и перемещениям на протяжении всего времени их использования.

## Жизненный цикл
Взрослые A. infusa откладывают до 2000 яиц в почву или на растения возле почвы после возвращения с мест отдыха во время осенней миграции. Время инкубации варьируется в зависимости от температуры, при этом яйца вылупляются через 4-7 дней в лабораторных условиях.
Гусеницы A. infusa проходят через шесть возрастов. Гусеницы растут медленно на протяжении первых трёх возрастов от июня до зимы. Однако весной гусеницы быстро растут, достигая последнего возраста в конце августа-сентябре, незадолго до миграции. Они активны ночью, когда питаются растениями в местах размножения. Гусеницы окукливаются в камерах в земле на глубине 20-150 мм. Длительность стадии куколки может длиться от 3 до 11 недель в зависимости от температуры и окружающей среды. Куколки имеют длину 20 мм и имеют блестящую коричневую окраску. Взрослые особи выходят из камер в земле и вскоре после этого начинают миграцию. Взрослые A. infusa активны ночью и ведут себя по-разному в зависимости от сезона. Весной A. infusa кормятся и мигрируют на юг, где летом проводят проводят летний период жизни. Взрослые A. infusa ещё не начали размножаться и не ищут активно пищу в этот период покоя. Осенью бабочки снова мигрируют и возвращаются в места размножения, откладывая яйца и умирая.

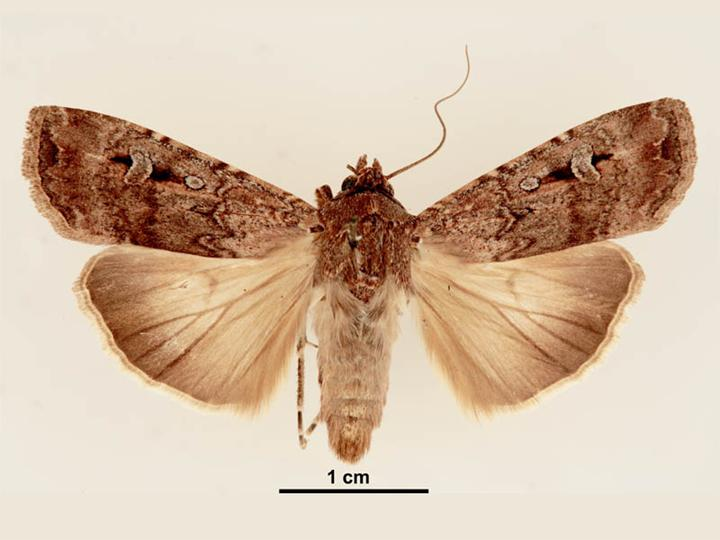
Самка сверху
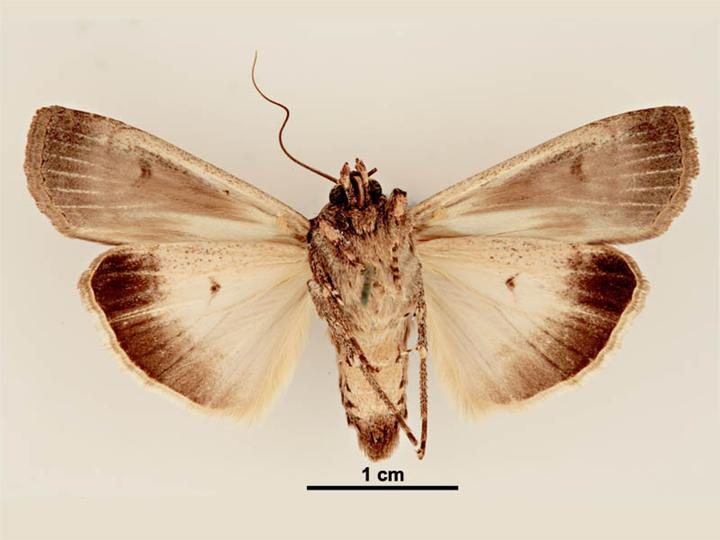
Самка снизу
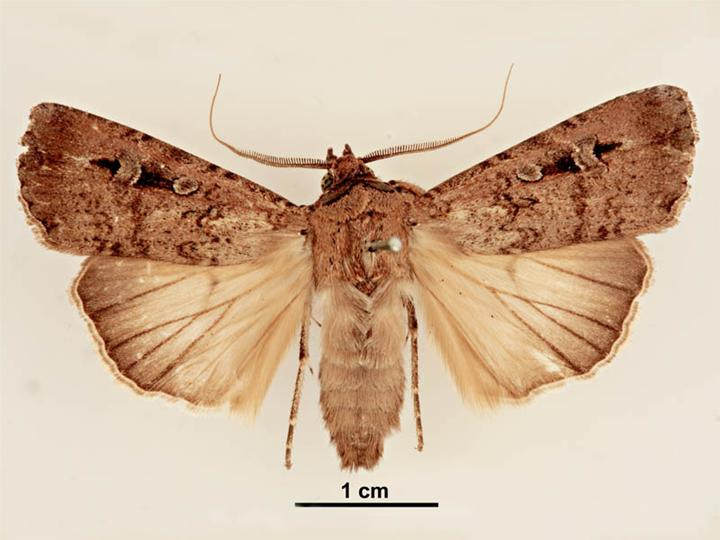
Самец сверху
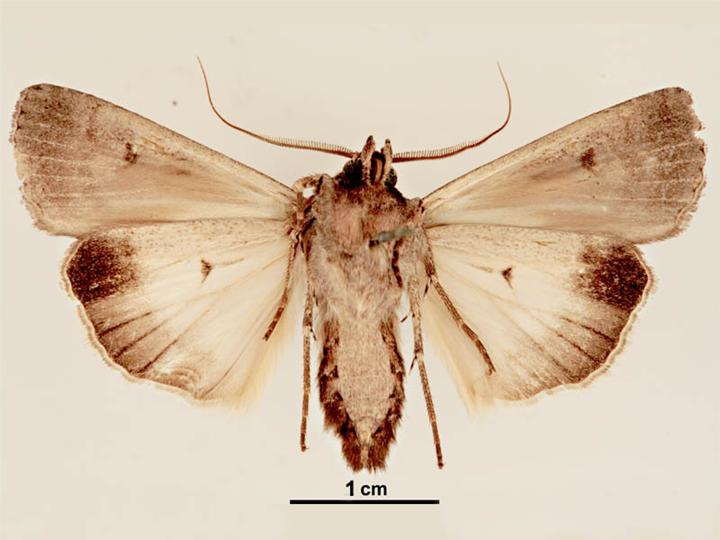
Самец снизу

## Поведение

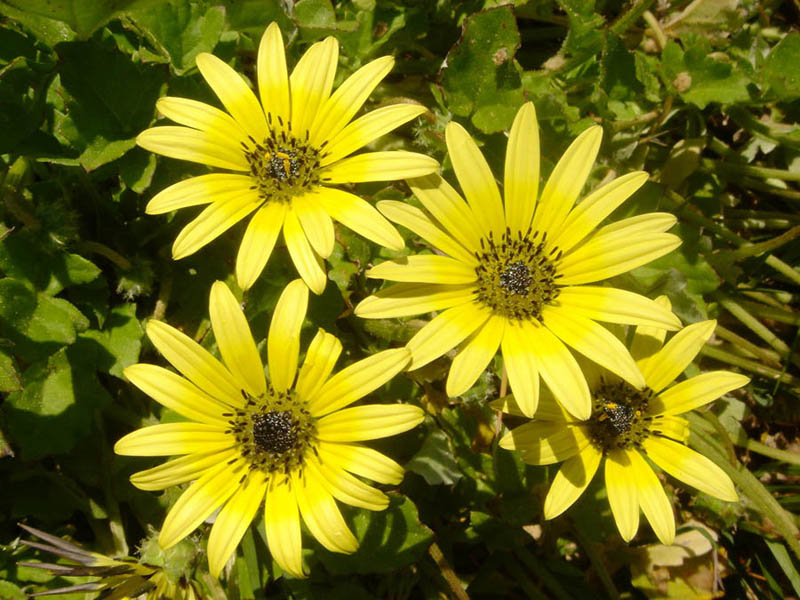
Арктотека ноготковая — одно из кормовых растений гусениц A. infusa

### Питание
Гусеницы A. infusa питаются зимними пастбищными культурами и дикорастущими сорняками, такими как арктотека ноготковая, в местах размножения A. infusa, в основном в зависимости от однолетних двудольных растений, которые растут зимой. Были замечены нападения на широкий спектр возделываемых культур, такие как виды люцерны, пшеницу, капусту, цветную капусту, мангольда, горох и картофель, были зарегистрированы как потребляемые гусеницами A. infusa. Однако гусеницы избегают трав, которые летом занимают пастбища, что делает лето неблагоприятным из-за отсутствия источников пищи для гусениц. Взрослые A. infusa питаются нектаром цветов, таких как эпакрис, гревиллея и эвкалипт, во время размножения или миграции, но они не могут активно питаться во время лета.

### Миграция
A. infusa дважды в год совершают крупномасштабные дальние миграции, в которых они могут преодолевать расстояние до 965 км. Весенняя миграция начинается в начале сентября и происходит из низменностей Южной Австралии на юг в сторону Австралийских Альп с целью достижения мест отдыха. Летом бабочки остаются в местах своего гнездования до осени, когда они мигрируют обратно к местам размножения в низинах уже в феврале, но в основном в апреле. A. infusa неоднократно использует определённые места для отдыха во время миграций, что видно по развитию паразитов, которые зависят от регулярного прибытия и ухода бабочек из пещер. Популяция в каждом месте отдыха колеблется в течение лета из-за смертности бабочек, а также отлёта и прибытия бабочек, которые либо мигрируют дальше на юг для отдыха, либо на север, чтобы вернуться в места размножения.
A. infusa — ночные мигранты, но точный механизм навигации на большие расстояния не ясен. Возможно, они ориентируются по свету, что видно по влиянию интенсивности света на активность во время отдыха. Кроме того, A. infusa могут использовать внутренний магнитный компас для помощи в навигации, как это видно на аналогичной бабочке монарх.
Однако есть и немигрирующие популяции; обычно они возникают в районах с благоприятными условиями, где нет необходимости в миграции, чтобы избежать суровых условий, таких как сезонные изменения численности пищевых культур у гусениц. Некоторые популяции A. infusa в таких областях, как Тасмания и прибрежные популяции Нового Южного Уэльса, не мигрируют и размножаются быстрее, чем мигрирующие популяции.

### Социальная агрегация

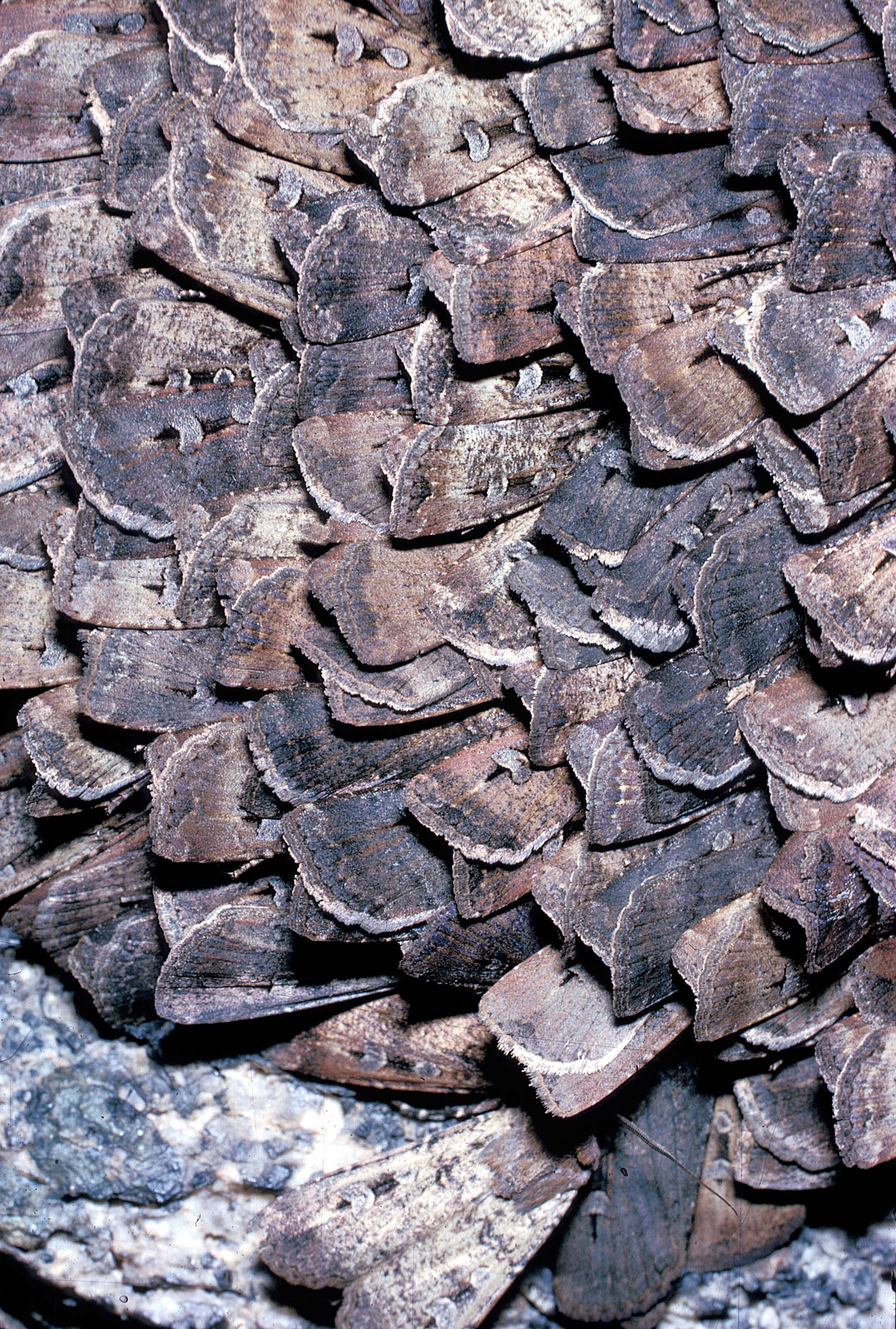
Стайное скопление A. infusa во время отдыха

Во время весенней миграции A. infusa стадно собираются с плотностью, достигающей 17 тысяч особей на квадратный метр в пещерах, расщелинах и других местах, скрытых от солнечного света. Недостаток света и относительно постоянная температура и влажность делают эти места благоприятными для отдыха. Первые прилетающие бабочки занимают самые глубокие и тёмные места, используя свои передние лапки, чтобы цепляться за скальные поверхности, и вокруг этих первоначальных участков образуются скопления, а прибывающие позже бабочки селятся в менее идеальных местах с большим количеством солнечного света, более высокими температурами и пониженной влажностью. Чтобы уменьшить количество света, попадающего в их светочувствительные глаза, более поздние бабочки просовывают себя под крылья и брюшки бабочек, прибывших раньше, и кладут свои задние лапы поверх бабочек под ними. Этот физический контакт и скопление позволяют бабочкам удерживать влагу тела. Когда летящих бабочек беспокоят, они рассредоточиваются и покидают скопление, сбрасывая экскременты, когда они не оседают, прежде чем быстро вернуться в скопление и изменить своё положение.
Хотя бабочки в основном остаются бездействующими во время лета, в скоплении бывают периоды активности, которые коррелируют с изменениями интенсивности света. На рассвете и в сумерках части популяции становятся активными, сначала ползая и рассредоточившись, а затем вылетая из своего убежища на открытое пространство. Хотя наблюдалось некоторое питьё воды, в эти периоды активности не было обнаружено никаких признаков совокупления или активного поиска пищи.

### Диапауза
Факультативная диапауза, факультативный период задержки развития в ответ на условия окружающей среды, сопровождает двухразовую миграцию за год у A. infusa. В то время как одно поколение бабочек проходит две миграции каждый год, несколько поколений возможны в благоприятных условиях и при более высоких температурах, поскольку рост на всех этапах жизни может происходить быстрее. Например, без диапаузы A. infusa обычно завершает половое созревание в течение 50 дней. Однако это созревание задерживается из-за отсутствия источников пищи для гусениц в летний сезон. Летом бывают жаркие температуры, и травы, которые являются неблагоприятной пищей для гусениц A. infusa, захватывают пастбища и составляют большую часть растений, населяющих пастбища.
A. infusa избегают этой суровой среды, задерживая развитие летом, чтобы их яйца не вылупились в неподходящей среде; вместо этого они мигрируют в более прохладные, более подходящие районы и откладывают своё развитие во время летнего периода до зимнего сезона, когда они возвращаются в места размножения и снова начинают расти посевы зимних пастбищ. Во время лета A. infusa остаются в состоянии покоя в течение нескольких месяцев, что, возможно, замедляет развитие из-за более низких температур. Пища, которую они потребляют во время миграции, также предназначена для создания запасов жира для периода ожидания, а не для развития, поскольку A. infusa должны потреблять больше пищи во время осенней миграции, прежде чем они созреют и спарятся. Однако в районах с благоприятными условиями A. infusa не приходится мигрировать в течение лета.

## Экология

### Враги

#### Хищники
A. infusa страдает от хищников как во время миграции, так и во время отдыха. Во время весенних и осенних миграций на бабочек охотятся несколько видов птиц, млекопитающих и даже рыб. Южноавстралийские вороны, птицы рода Strepera и степные коньки собираются, чтобы полакомиться A. infusa, когда они улетают с мест отдыха во время миграции. Аборигены также путешествовали в места отдыха, чтобы полакомиться спящими особями, и, возможно, искали эти скопления птиц, чтобы найти эти места. Летучие мыши также нападают на бабочек в периоды активного полёта в сумерках, и были зарегистрированы случаи, когда лисы, Rattus fuscipes и сумчатые мыши Свенсона поедали бабочек. Из млекопитающих, которые охотятся на A. infusa, находящиеся под угрозой исчезновения, горный кускус больше всего зависит от A. infusa как от источника пищи.

### Паразиты

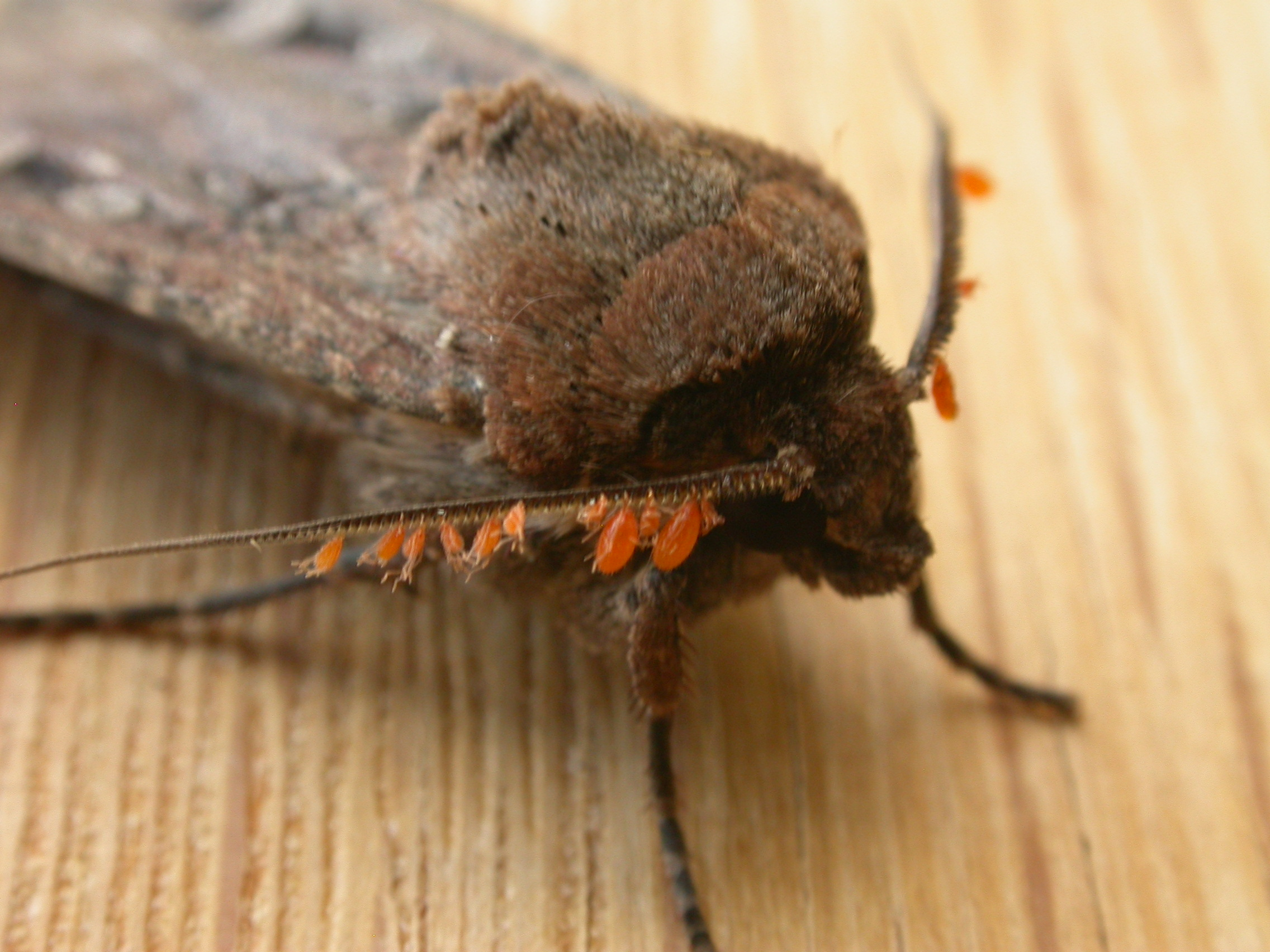
Паразиты на усиках A. infusa

Два вида нематод-мермитид паразитируют на A. infusa в летнее время: Amphimermis bogongae и Hexamermis cavicola. Паразиты передаются A. infusa через воду; личинки нематод раннего возраста обитают в обломках полов пещер в местах обычных лежбищ и ползут вверх, чтобы добраться до бабочек через струйки воды, стекающие по стенам. A. infusa заражаются по прибытии в пещеры, когда пьют воду. Через несколько месяцев из бабочек выходят личинки нематод, в результате чего бабочки погибают, и зарываются в пол пещеры, где созревают и откладывают яйца в течение зимы и ждут следующей весенней миграции бабочек. Эти нематоды необычны тем, что они паразитируют на взрослых A. infusa, а не на более часто используемой нематодами личиночной стадии хозяина. Жизненные циклы нематод демонстрируют адаптацию к миграции A. infusa, поскольку они зависят от возвращения A. infusa в те же места летом.

### Как переносчик мышьяка
Высказывались опасения по поводу потенциальной роли сельского хозяйства в превращении A. infusa в биопереносчика мышьяка в Австралийских Альпах. Скопление A. infusa в местах отдыха привело к биоаккумуляции загрязняющего вещества как в окружающей среде, так и в хищниках, особенно в находящихся под угрозой исчезновения горных кускусов. Однако нет убедительных доказательств, напрямую связывающих сельское хозяйство как источник мышьяка в A. infusa.
В 2001 году, через несколько месяцев после того, как дожди смыли мусор, состоящий из мёртвых бабочек, полная гибель местных трав была замечена за пределами места отдыха A. infusa. Исследование причин гибели травы показало, что концентрация мышьяка в близлежащих районах значительно превышала норму, а источником были определены A. infusa. Поскольку A. infusa не кормятся в местах своего лежбища, они поглощали мышьяк из низинных мест кормёжки ещё когда были гусеницами и впоследствии переносили его на большие расстояния в горы. Биоаккумуляция, поглощение и накопление веществ организмами, происходит с мышьяком у A. infusa. В то время как уровни внутри каждой отдельной особи невелики, огромное количество бабочек в этом районе привело к концентрации загрязнителя до уровня, наносящего ущерб окружающей среде. Присутствие мышьяка также было обнаружено в фекалиях млекопитающих, таких как горный кускус, что свидетельствует о биоаккумуляции этого загрязняющего вещества в организме животных. Хотя источник не был определён, были высказаны опасения по поводу возможной роли сельского хозяйства в биоаккумуляции мышьяка из-за его присутствия в исторически и в настоящее время используемых инсектицидах. Это привело к прекращению использования инсектицидов для борьбы с A. infusa в городских районах в пользу менее агрессивных методов.

### Снижение численности особей
В весенний и летний сезоны 2017-8 и 2018-9 годов наблюдалось резкое падение численности бабочек в альпийских пещерах. По словам профессора Эрика Уорранта из Лундского университета в Швеции, миллионы бабочек обычно выстилают стены этих пещер за лето, но за последние два сезона в некоторых пещерах их не было. Он говорит, что сокращение численности, вероятно, было вызвано отсутствием осадков из-за зимней засухи в районах их размножения и изменением климата, и что отсутствие дождя привело к недостаточной растительности для питания гусениц. В некоторых пещерах до сих пор обитают тысячи бабочек, что говорит о том, что бабочки «пришли из разных мест размножения, где одно место не так сильно пострадало от засухи, как другое. Я не думаю, что они исчезнут полностью, но определённо есть вероятность того, что они могут вымереть в местах своего размножения», — сказал Уоррант.
Другие биологи и экологи указывают на резкое воздействие на животных, которые питаются A. infusa, которые являются важным источником белка для диких животных, включая находящихся под угрозой исчезновения горных кускусов, а также других насекомоядных млекопитающих и птиц.

«Уязвимость Австралийских Альп к изменению климата является самой большой в мире, потому что у нас есть эти невысокие маленькие горы, поэтому, когда становится теплее, этим приспособленным к холоду видам некуда деться»
Оригинальный текст (англ.)The vulnerability of the Australian Alps to climate change is the worst in the world because we've got these short little mountains so when it gets warmer, there is nowhere for these cold-adapted species to go — Euan Ritchie

## A. infusaи человек

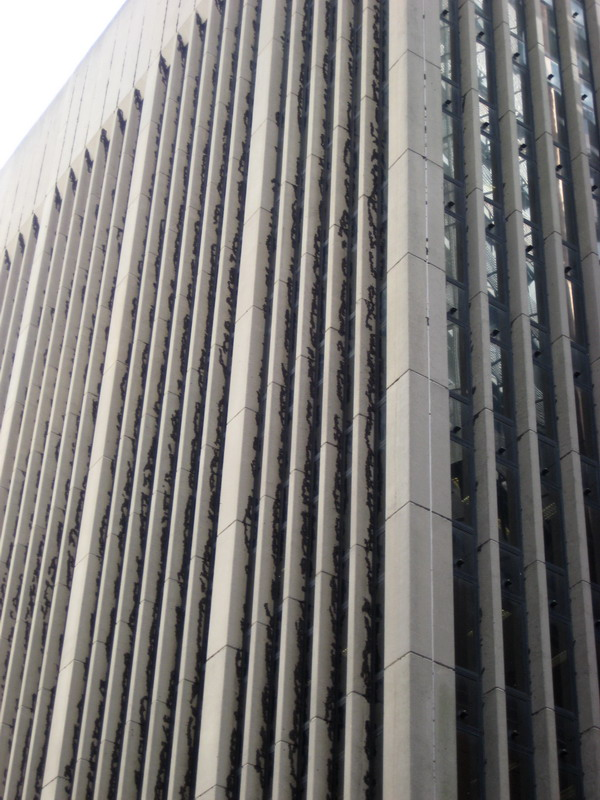
A. infusa в щелях здания

### A. infusaкак еда
A. infusa исторически использовались в качестве источника пищи аборигенами, проживающими на юго-востоке Австралии. Группы аборигенов отправлялись в район к вершинам гор, чтобы собирать бабочек, где они также встречались с другими аборигенами, способствуя межплеменным отношениям, когда люди собирались и пировали во время сбора урожая. Они заходили в пещеры и палками соскребали летающую бабочку со стен в сети и посуду. Собранных бабочек поджаривали, чтобы удалить чешуйки и крылья, а затем либо сразу съедали, либо перемалывали в пасту и превращали в лепёшки из «мяса мотылька», которые пролёживались долго и их можно было забрать домой. Аборигены говорили, что бабочки имеет вкус орехов, который больше всего напоминал грецкие орехи или миндаль. A. infusa является символом австралийской дикой природы из-за этой исторической роли важного источника пищи и места сбора между племенами в Юго-Восточной Австралии.
При раскопках пещеры Клоггс недалеко от города Бакан в штате Виктория были обнаружены микроскопические останки бабочки на небольшом шлифовальном камне, возраст которого оценивается примерно в 2000 лет. Это первое подтверждённое свидетельство о остатках насекомых в качестве едв, обнаруженных на каменном артефакте во всём мире. Люди гунаикурнаи были одним из народов, которые путешествовали в горы, чтобы получить жирную и богатую энергией пищу, и рассказы об этих путешествиях передавались в их устной истории. Раскопки проводились исследователями из Университета Монаш в сотрудничестве с традиционными владельцами, представленными корпорацией «Gunaikurnai Land and Waters».

### Как вредитель сельскохозяйственных культур
A. infusa сыграла свою роль в повреждении сельскохозяйственных культур, поскольку зимние пастбища служат местом размножения и источником пищи для гусениц. Вспышки гусениц были зарегистрированы в Новом Южном Уэльсе, причём ущерб был нанесён в первую очередь тяжёлым чернозёмным равнинам. Виды люцерны, пшеница, капуста, цветная капуста, мангольд, горох и картофель были зарегистрированы как поражённые гусеницами A. infusa.

#### Контроль
A. infusa — второстепенный и нерегулярный вредитель сельскохозяйственных культур в Австралии. Это затрудняет прогнозирование их структуры и контроля. Как правило, борьба с этим видом нерентабельна. Однако в случае сильных поражений A. infusa на поражённые ею культуры наносится инсектицид.

### Проблемы миграции
Миллионы A. infusa были сбиты с направления во время их весенней миграции в крупные города, такие как Канберра, Мельбурн и Сидней, из-за сильных ветров, из-за чего произошли известные случаи нашествия A. infusa, включая случай во время Летних Олимпийских игр 2000 года в Сиднее. Большое количество света и шума также могут привлекать бабочек к городам. Здание парламента в Канберре, находившееся посреди пути полёта A. infusa во время миграции, было особенно восприимчиво к бабочкам. Световое загрязнение от здания задерживает их во время полёта и побуждает бабочек искать убежище в щелях, тенях, а иногда даже внутри зданий в светлое и жаркое время дня. Были предприняты усилия, чтобы попытаться изгнать бабочек, выключив свет, закрыв привлекательные углы и дорожки в помещении и используя инсектициды. Однако использование инсектицидов в городских районах было прекращено из-за опасений по поводу экологических последствий.

### A. infusaв искусстве

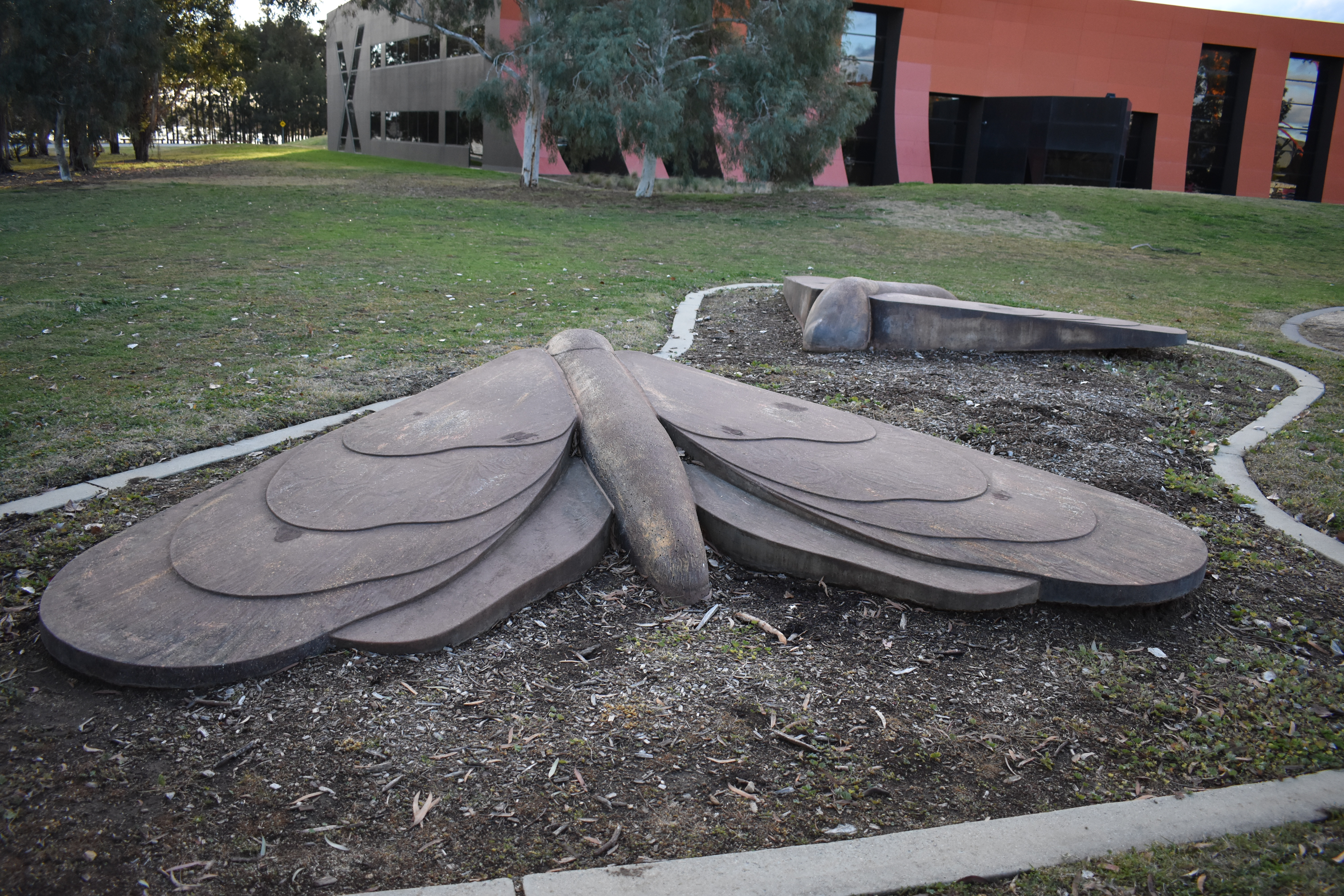

На севере Канберры, располагаются две скульптуры, посвящённые A. infusa, созданные Джимом Уильямсом и Мэтью Хардингом.

## Охранный статус
В декабре 2021 года A. infusa была внесена в Красный список МСОП как «Вымирающий вид», на основе оценки за февраль 2021 г.